# Luigi Lama
Luigi Lama (Aosta, 12 gennaio 1891 – Giavera del Montello, 20 giugno 1918) è stato un militare italiano, decorato con la Medaglia d'Oro al Valor Militare.

## Biografia
Nacque ad Aosta da famiglia romagnola, figlio di Agostino. 
Durante la Grande Guerra fu maggiore di fanteria e comandante del III Battaglione del 73º Reggimento della Brigata Lombardia. Con i suoi uomini partecipò all'attacco di casa Serena, caposaldo austro-ungarico sul versante settentrionale del Montello. L'azione fu un fallimento e lo stesso Lama trovò eroicamente la morte sotto i colpi nemici.